# Ferran López Torras
Ferran López Torras (nascut el 19 de novembre de 1971 a Barcelona) és un exjugador de bàsquet català. Mesura 1,88 metres i jugava en el lloc de base. És el germà del també jugador de bàsquet professional Sergi López.
Format al planter del Joventut Badalona, salta al bàsquet professional l'any 1989 amb l'equip que el va veure créixer, en aquest moment denominat Ram Joventut de Badalona. La seva carrera esportiva és molt extensa, havent jugat un total de 495 partits a la lliga ACB. Va passar per diversos clubs, entre els quals destaca el Bàsquet Fuenlabrada, on va jugar 9 temporades en dues etapes diferents.
El 26 de maig de 2009, després de la victòria contra el TAU, anuncia en roda de premsa la seva retirada de la pràctica activa del bàsquet. En finalitzar la temporada es va fer càrrec de la direcció esportiva del Bàsquet Fuenlabrada.

## Trajectòria
- Joventut - (Catalunya): 1989-1991.
- Bàsquet Manresa - (Catalunya): 1991-1993.
- Cajabilbao - (País Basc): 1993-1994 (Primera Divisió).
- CB Gramenet - (Catalunya): 1994-1995 (Segona Divisió).
- Saski-Baskonia SAD - (País Basc): 1994-1996.
- Lucentum Alacant - (País Valencià): 1996-1997 (LEB, 9 partits).
- Càceres C.B. - (Espanya): 1996-1997 (ACB, Resta de Temporada).
- Bàsquet Fuenlabrada - (Espanya): 1997-1998 (LEB).
- Bàsquet Fuenlabrada - (Espanya): 1998-2001.
- Saski-Baskonia SAD - (País Basc): 2001-2002.
- Càceres C.B. - (Espanya): 2001-2003.
- CB Murcia - (Espanya): 2003-2004.
- Bàsquet Fuenlabrada - (Espanya): 2004-2005 (LEB).
- Alta Gestió Fuenlabrada - (Espanya): 2005-2009.

## Palmarès

### Campionats estatals
- Lliga ACB Joventut Badalona: 1991.
- Copa del Rei Saski-Baskonia SAD: 1994-1995.
- Copa Príncep d'Astúries Bàsquet Fuenlabrada: 2004-2005.
- Lliga LEB Bàsquet Fuenlabrada: 2004-2005.

### Campionats internacionals
- Campionat d'Europa Júnior de Groninga - 1991.
- Recopa (Saski-Baskonia SAD) - 1996.

### Fites personals
- Internacional (Selecció de bàsquet d'Espanya)
- All Star ACB - 1998.